# Jaume Janer
Jaume Janer   (Terrassa, 20 de maig de 1900 - Terrassa, 3 d'octubre de 1941) va ser un ciclista català que va córrer entre 1919 i 1926. Durant la seva carrera esportiva aconseguí 7 victòries, entre ells dos campionats d'Espanya de ciclisme en ruta i quatre etapes de la Volta a Catalunya.
Fou el primer ciclista català en participar en el Tour de França, en l'edició de 1920. El 1924 també fou el primer català a finalitzar-lo, en 30a posició, a més de 15 hores del vencedor final, l'italià Ottavio Bottechia.

## Palmarès
- 1919
  -  Campió d'Espanya de ciclisme en ruta
- 1923
  -  Campió d'Espanya de ciclisme en ruta
- 1924
  - 1r a la Vuelta al Puerto de Vitoria
  - Vencedor d'una etapa de la Volta Ciclista a Catalunya
- 1925
  - Vencedor de 3 etapes de la Volta Ciclista a Catalunya i 2n a la classificació general
  - 1r al Campionat de Barcelona

## Resultats al Tour de França
- 1920. Abandona (5a etapa)
- 1921. Abandona (11a etapa)
- 1924. 30è de la classificació general